# 티몬 (철학자)
티몬(Τίμων ὁ Φλιάσιος, 기원전 320년 경 ~ 기원전 230년 경)은 그리스의 회의주의 철학자이자 피론의 제자이며, 풍자시 ⟪실로이⟫(Σίλλοι)의 저자이다. 플레이오우스에서 태어났으며, 메가라로 이주하였다가 고향으로 돌아와 결혼하였다. 아내와 함께 엘리스로 피론의 강의를 들었으며, 피론의 견해를 수용하였다. 사망할 때가지 거주한 아테네로 이주하기 전에는 다르다넬스 해협에 살면서 칼케톤에서 강의하였다. 티몬은 많은 저술을 하였다고 전해진다. 운문과 비극, 풍자극, 희극을 지었다고 하나 극소수만이 전해진다. 가장 유명한 작품은 당시에 생존해 있거나 이미 사망한 유명 철학자를 풍자한 ⟪실로이⟫라는 시이다. 실로이는 온전히 전해지지 않으나 몇몇 고대 저술가에 의해 인용되었다.

## 생애
티몬의 생애의 대부분은 아폴로니데스가 쓴 ⟪실로이⟫(Σίλλοι)에 대한 저작 중 첫 번째 책에서 디오게네스 라에르티오스가 인용한 것으로 전해지며, 일부는 안티고노스와 소티온의 글에서 디오게네스가 인용한 것에서 전해진다.
티몬은 티마르코스의 아들로 필레이우스에서 태어났다. 어린 시절 고아가 되었으며, 극장의 무용수가 되었으나, 철학을 공부하기 위해 직업을 버리고 메가라로 이주하였다. 그곳에서 스틸폰과 시간을 가끔 보냈으며, 고향으로 돌아가 결혼하였다. 아내와 함께 엘리스로 이주하여 피론의 강의를 듣고 피론의 견해를 수용하였다. 엘리스에 거주하는 동안 자녀를 가졌고, 의학 기술에 대해 강의하였으며, 철학적 원리를 훈련하였다. 궁핍한 환경으로 엘리스를 떠나 다르다넬스 해협과 마르마라해에서 지내면서 칼케톤에서 소피스트로 강의를 하며 재산을 축적하였다. 아테네로 이주하여 테베에서 잠시 거주한 것을 제외하고는 아테네에서 죽을 때까지 살았다. 티몬이 여행 중에 알게 된 사람들 중에는 안티고노스 2세 고나타스와 프톨레마이오스 2세 필라델포스도 있다.